# Āqā Bolāghī
Āqā Bolāghī (persiska: آقا بلاغی) är en ort i Iran.   Den ligger i provinsen Hamadan, i den nordvästra delen av landet, 290 km väster om huvudstaden Teheran. Āqā Bolāghī ligger 1 954 meter över havet och antalet invånare är 290.
Terrängen runt Āqā Bolāghī är lite kuperad.Runt Āqā Bolāghī är det ganska tätbefolkat, med 70 invånare per kvadratkilometer. Närmaste större samhälle är Khabar Arkhī, 3,0 km öster om Āqā Bolāghī. Trakten runt Āqā Bolāghī består i huvudsak av gräsmarker.